# إي دي إس سيكيوريتيز
إي دي إس سيكيوريتيز  (بالإنجليزية: ADSS) هي شركة خدمات مالية خاصة ووساطة دولية مقرها في أبو ظبي بالإمارات. تقدم خدمات التداول والاستثمار وإدارة الثروات وإدارة الأصول عبر الإنترنت،  لعملاء المؤسسات والقطاع الخاص والتجزئة. تُوفر تحليلاً لأسواق الاستثمار الأجنبي على قنوات سي إن بي سي وبلومبيرغ إل بي وسي إن بي سي عربية.

## الشركة
الشركة مرخصة من قبل هيئة الأوراق المالية والسلع  للعمل كوسيط مالي ونقدي في إدارة أعمال الوساطة المالية والنقدية لبيع وشراء العملات، والتوسط في معاملات سوق المال على النحو المسموح به وفقا لقرار البنك المركزي رقم. 126/5/1995 (بصيغته المعدلة)، والقيام بفئات معينة من أعمال الاستثمار المالي على النحو المسموح به بموجب قرار البنك المركزي رقم. 164/8/1994 (بصيغته المعدلة).
تعتبر أكبر متداول في العملات الأجنبية في منطقة الشرق الأوسط وشمال أفريقيا،  وتخدم البنوك المركزية ومديري الأصول وشركات الوساطة وصناديق التحوط. اعتبارًا من مارس 2012، تمكنت من إدارة حجم تداول فوركس يومي يبلغ 4-5 مليار دولار أمريكي، والذي زاد لاحقًا إلى 20 مليار دولار أمريكي. اعتبارًا من سبتمبر 2019، انخفضت أحجام تداول العملات الأجنبية اليومية إلى 4-5 مليار دولار، وبدأت الشركة في إعادة هيكلة كاملة.
تأسست الشركة برأسمال 400 مليون دولار في إطار غرفة تجارة وصناعة أبوظبي، وبدأت التداول في مارس 2011. في عام 2016، زاد المساهمون استثماراتهم الرأسمالية بمبلغ إضافي قدره 185 مليون دولار لزيادة الرسملة الإجمالية إلى 585 مليون دولار بنهاية العام.[بحاجة لمصدر]
كانت جزءًا من صفقة لإصدار سندات تتعلق بالاتحاد للطيران وشركاء EA. أصدر شركاء EA أول مجموعة من السندات ذات التصنيف غير الهام بقيمة إجمالية 700 مليون دولار في سبتمبر 2015. ساعدت الشركة في هيكلة وبيع السندات رُفقة مؤسسة غولدمان ساكس.
وقد حازت الشركة على جوائز عديدة في الشرق الأوسط

## الخدمات
تشمل مجالات عملها التداول والوساطة على أساس تكنولوجيا التداول متعددة الأصول الخاصة بها. تمتلك الشركة أيضًا خدمة الاستثمار عبر الأصول، وقسم الخدمات المصرفية الاستثمارية، وتُقدم خدمات إدارة الثروات والأصول. تشتهر الشركة بتسعيرها لعقود الفروقات، بما في ذلك عقد الفرق على نفط دبي والتي أتاحت للمستثمرين من الشرق الأوسط الوصول إلى السلع المحلية لأول مرة. في 4 مايو 2016، أعلنت الشركة عن إطلاق تطبيق تداول باللغة العربية يسمى (OREX mobile).

## المكاتب الإقليمية
يقع مقر شركة إي دي إس إس في أبو ظبي، ولديها مكتبان إقليميان:
- إي دي إس إس لندن المحدودة (ADS Securities London Limited)، مرخصة ومنظمة في المملكة المتحدة من قبل هيئة السلوك المالي (FRN 577453)، وهي شركة IFPRU 730K.[27][28][29]
- إي دي إس إس هونغ كونغ (ADS Securities Hong Kong Limited)،[30] مُرخصة من قبل لجنة الأوراق المالية والعقود الآجلة في هونج كونج (CE No. AXC847)، للعمل كوسيط مالي في إدارة أعمال الوساطة لبيع وشراء الأوراق المالية والعقود الآجلة، وعقد العملات الأجنبية مع الرافعة المالية، وتقديم المشورة بشأن تمويل الشركات على النحو المسموح به وفقًا لقانون الأوراق المالية والعقود الآجلة في هونغ كونغ.[31][32][33]

توجد شركة أخرى مملوكة بالكامل لمجموعة إي دي إس هي (ADS Investment Solutions).

## روابط خارجية
- الموقع الرسمي